# WTA-toernooi van Brazilië
Het WTA-toernooi van Brazilië is een voormalig tennistoernooi voor vrouwen dat tussen 1977 en 2002 (niet jaarlijks) plaatsvond in wisselende plaatsen in Brazilië, hoofdzakelijk in São Paulo en, laatstelijk, Bahia. De officiële naam van het toernooi was Brasil Open.
De WTA organiseerde het toernooi, dat laatstelijk in de categorie "Tier II" viel en werd gespeeld op hardcourt of gravel.
Er werd door 28 deelneemsters per jaar gestreden om de titel in het enkelspel, en door 16 paren om de dubbelspeltitel. Aan het kwalificatietoernooi voor het enkelspel namen tussen de 16 en 32 speelsters deel, met vier plaatsen in het hoofdtoernooi te vergeven.
De Nederlandse Betty Stöve bereikte in 1977 de enkelspelfinale – zij verloor die van Billie Jean King. In datzelfde jaar bereikte Stöve met Martina Navrátilová ook de dubbelspelfinale – zij verloren deze van het Australische koppel Kerry Reid en Wendy Turnbull. In 1988 bereikte het Nederlandse duo Carin Bakkum en Simone Schilder de dubbelspelfinale; zij verloren van het Argentijnse team Bettina Fulco en Mercedes Paz.

## Plaats van handeling
| 1977      | São Paulo      |
| 1984      | Rio de Janeiro |
| 1985–1986 | São Paulo      |
| 1987–1989 | Guarujá        |
| 1990–1991 | São Paulo      |
| 1993      | Curitiba       |
| 1999–2000 | São Paulo      |
| 2001–2002 | Bahia          |

## Meervoudig winnaressen enkelspel
| speelster    | aantal titels | in de jaren |
| ------------ | ------------- | ----------- |
| Mercedes Paz | 2             | 1985, 1988  |
| Sabine Hack  | 2             | 1991, 1993  |

## Enkel- en dubbelspeltitel in één jaar
| speelster    | in het jaar |
| ------------ | ----------- |
| Mercedes Paz | 1985, 1988  |
| Sabine Hack  | 1993        |

## Finales

### Enkelspel
| Datum      | Naam                  | Cat.          | ($)           | Ondergrond        | Winnares            | Verliezend finaliste | Uitslag       |               |
| ---------- | --------------------- | ------------- | ------------- | ----------------- | ------------------- | -------------------- | ------------- | ------------- |
| 1977-10-17 | Colgate Brazil Open   |               | 75.000        | tapijt, binnen    | Billie Jean King    | Betty Stöve          | 6-1, 6-4      | details       |
| 1978–1983  | geen toernooi         | geen toernooi | geen toernooi | geen toernooi     | geen toernooi       | geen toernooi        | geen toernooi | geen toernooi |
| 1984-07-09 | Santista Textile Open |               | 50.000        | hardcourt, buiten | Sandra Cecchini     | Adriana Villagrán    | 6-3, 6-3      | details       |
| 1985-03-18 | Brazil Open           |               | 50.000        | gravel, buiten    | Mercedes Paz        | Laura Gildemeister   | 5-7, 6-1, 6-4 | details       |
| 1986-12-08 | Brazilian Open        |               | 50.000        | gravel, buiten    | Vicki Nelson-Dunbar | Jenny Klitch         | 6-2, 7-6      | details       |
| 1987-12-07 | Brazilian Open        |               | 50.000        | hardcourt, buiten | Niége Dias          | Patricia Medrado     | 6-0, 6-7, 6-4 | details       |
| 1988-11-07 | Rainha Cup            |               | 50.000        | hardcourt, buiten | Mercedes Paz        | Rene Simpson         | 7-5, 6-2      | details       |
| 1989-12-11 | The Rainha Classic    | Tier V        | 75.000        | hardcourt, buiten | Federica Haumüller  | Patricia Tarabini    | 7-6, 6-4      | details       |
| 1990-11-26 | Nivea Cup             | Tier V        | 75.000        | gravel, buiten    | Veronika Martinek   | Donna Faber          | 6-2, 6-4      | details       |
| 1991-12-02 | Nivea Cup             |               | 75.000        | gravel, buiten    | Sabine Hack         | Veronika Martinek    | 6-3, 7-5      | details       |
| 1992       | geen toernooi         | geen toernooi | geen toernooi | geen toernooi     | geen toernooi       | geen toernooi        | geen toernooi | geen toernooi |
| 1993-10-25 | Bancesa Classic       | Tier IV       | 100.000       | gravel, buiten    | Sabine Hack         | Florencia Labat      | 6-2, 6-0      | details       |
| 1994–1998  | geen toernooi         | geen toernooi | geen toernooi | geen toernooi     | geen toernooi       | geen toernooi        | geen toernooi | geen toernooi |
| 1999-10-04 | Brazil Open           | Tier IVa      | 142.500       | gravel, buiten    | Fabiola Zuluaga     | Patricia Wartusch    | 7-5, 4-6, 7-5 | details       |
| 2000-02-14 | Brasil Ladies Open    | Tier IVa      | 140.000       | gravel, buiten    | Rita Kuti Kis       | Paola Suárez         | 4-6, 6-4, 7-5 | details       |
| 2001-09-10 | Brasil Open           | Tier II       | 625.000       | hardcourt, buiten | Monica Seles        | Jelena Dokić         | 6-3, 6-3      | details       |
| 2002-09-09 | Brasil Open           | Tier II       | 650.000       | hardcourt, buiten | Anastasia Myskina   | Eléni Daniilídou     | 6-3, 0-6, 6-2 | details       |

### Dubbelspel
| Datum      | Naam                  | Cat.          | ($)           | Ondergrond        | Winnaressen                         | Verliezend finalistes                 | Uitslag       |               |
| ---------- | --------------------- | ------------- | ------------- | ----------------- | ----------------------------------- | ------------------------------------- | ------------- | ------------- |
| 1977-10-17 | Colgate Brazil Open   |               | 75.000        | tapijt, binnen    | Kerry Reid Wendy Turnbull           | Martina Navrátilová Betty Stöve       | 6-3, 5-7, 6-2 | details       |
| 1978–1983  | geen toernooi         | geen toernooi | geen toernooi | geen toernooi     | geen toernooi                       | geen toernooi                         | geen toernooi | geen toernooi |
| 1984-07-09 | Santista Textile Open |               | 50.000        | hardcourt, buiten | Jill Hetherington Hélène Pelletier  | Penny Barg Kylie Copeland             | 6-3, 2-6, 7-6 | details       |
| 1985-03-18 | Brazil Open           |               | 50.000        | gravel, buiten    | Gabriela Sabatini Mercedes Paz      | Niége Dias Csilla Bartos              | 7-5, 6-4      | details       |
| 1986-12-08 | Brazilian Open        |               | 50.000        | gravel, buiten    | Niége Dias Patricia Medrado         | Laura Gildemeister Petra Huber        | 4-6, 6-4, 7-6 | details       |
| 1987-12-07 | Brazilian Open        |               | 50.000        | hardcourt, buiten | Katrina Adams Cheryl Jones          | Jill Hetherington Mercedes Paz        | 6-4, 4-6, 6-4 | details       |
| 1988-11-07 | Rainha Cup            |               | 50.000        | hardcourt, buiten | Bettina Fulco Mercedes Paz          | Carin Bakkum Simone Schilder          | 6-3, 6-4      | details       |
| 1989-12-11 | The Rainha Classic    | Tier V        | 75.000        | hardcourt, buiten | Mercedes Paz Patricia Tarabini      | Cláudia Chabalgoity Luciana Corsato   | 6-2, 6-2      | details       |
| 1990-11-26 | Nivea Cup             | Tier V        | 75.000        | gravel, buiten    | Bettina Fulco Eva Švíglerová        | Mary Pierce Luanne Spadea             | 7-5, 6-4      | details       |
| 1991-12-02 | Nivea Cup             |               | 75.000        | gravel, buiten    | Inés Gorrochategui Mercedes Paz     | Renata Baranski Laura Glitz           | 6-2, 6-2      | details       |
| 1992       | geen toernooi         | geen toernooi | geen toernooi | geen toernooi     | geen toernooi                       | geen toernooi                         | geen toernooi | geen toernooi |
| 1993-10-25 | Bancesa Classic       | Tier IV       | 100.000       | gravel, buiten    | Sabine Hack Veronika Martinek       | Cláudia Chabalgoity Andrea Vieira     | 6-2, 7-6      | details       |
| 1994–1998  | geen toernooi         | geen toernooi | geen toernooi | geen toernooi     | geen toernooi                       | geen toernooi                         | geen toernooi | geen toernooi |
| 1999-10-04 | Brazil Open           | Tier IVa      | 142.500       | gravel, buiten    | Laura Montalvo Paola Suárez         | Janette Husárová Florencia Labat      | 6-7, 7-5, 7-5 | details       |
| 2000-02-14 | Brasil Ladies Open    | Tier IVa      | 140.000       | gravel, buiten    | Laura Montalvo Paola Suárez         | Janette Husárová Florencia Labat      | 5-7, 6-4, 6-3 | details       |
| 2001-09-10 | Brasil Open           | Tier II       | 625.000       | hardcourt, buiten | Amanda Coetzer Lori McNeil          | Nicole Arendt Patricia Tarabini       | 6-7, 6-2, 6-4 | details       |
| 2002-09-09 | Brasil Open           | Tier II       | 650.000       | hardcourt, buiten | Virginia Ruano Pascual Paola Suárez | Émilie Loit Rossana Neffa-de los Ríos | 6-4, 6-1      | details       |

## Opvolgers
- Sinds 2013 wordt in Brazilië het WTA-toernooi van Florianópolis georganiseerd.
- Sinds 2014 wordt in Brazilië tevens het WTA-toernooi van Rio de Janeiro georganiseerd.